# The Kill Point
The Kill Point  è una Miniserie televisiva statunitense in 8 episodi trasmessi per la prima volta nel corso di una sola stagione nel 2007.
È una serie d'azione incentrata sulle vicende di un gruppo di marines statunitensi da poco tornati dal servizio in Iraq che organizzano una grande rapina in una filiale della Three Rivers Bank di Pittsburgh.

## Trama
Jake "Mr Wolf" Mendez (John Leguizamo), un ex sergente del corpo dei Marines e i suoi uomini, tutti ex membri della "10-13", un plotone militare che ha partecipato a operazioni di combattimento in Iraq e Afghanistan, irrompono in una banca e la rapinano con successo. Nel loro cammino verso la macchina per la fuga, si trovano sotto il fuoco della polizia e di personale della sicurezza privata. Costretti a ritirarsi nella banca quando il loro autista è ferito e il loro veicolo è distrutto, prendono in ostaggio i clienti che non sono riusciti a fuggire durante la sparatoria.
La mini serie di otto episodi segue l'evolversi degli avvenimenti conseguenti alla fallita rapina con i rapinatori e gli ostaggi costretti nella banca, così come la polizia, guidata dal negoziatore di ostaggi capitano Horst Cali (Donnie Wahlberg), impegnata nel tentativo di porre fine alla situazione di stallo, mentre gli elementi del "10-13" al di fuori della banca e il padre di uno degli ostaggi (interpretato da Tobin Bell), lavorano per aiutare il signor Wolf e la sua squadra a fuggire.

## Personaggi e interpreti
- Deke Quinlan (8 episodi, 2007), interpretato da	Steve Cirbus.
- capitano Horst Cali (8 episodi, 2007), interpretato da	Donnie Wahlberg. Doppiato da Pasquale Anselmo
- tenente Connie Ruebens (8 episodi, 2007), interpretato da	Michael Hyatt. Doppiata da Anna Cesareni
- Jake Mendez (8 episodi, 2007), interpretato da	John Leguizamo. Doppiato da Fabio Boccanera
- Rocko (8 episodi, 2007), interpretato da	Adam Cantor.
- Abe Shelton (8 episodi, 2007), interpretato da	Geoffrey Cantor.
- Ashley Beck (8 episodi, 2007), interpretata da	Christine Evangelista.
- Chloe (8 episodi, 2007), interpretata da	Jennifer Ferrin.
- Michael (8 episodi, 2007), interpretato da	Leo Fitzpatrick.
- Albert Roman (8 episodi, 2007), interpretato da	Frank Grillo. Doppiato da Alessio Cigliano
- Hawk (8 episodi, 2007), interpretato da	Michael Hogan.
- Tonray (8 episodi, 2007), interpretato da	Wayne Kasserman.
- Marshall O'Brien, Jr. (8 episodi, 2007), interpretato da J. D. Williams.
- Quincy (8 episodi, 2007), interpretato da	Michael Kenneth Williams.
- Bernard Kazmicki (8 episodi, 2007), interpretato da Bingo O'Malley.
- Henry Roman (8 episodi, 2007), interpretato da	Jeremy Davidson. Doppiato da Andrea Lavagnino
- Leroy (8 episodi, 2007), interpretato da	Ryan Sands.
- Reporter (8 episodi, 2007), interpretato da	Leslie Merrill.
- Leon (8 episodi, 2007), interpretato da	Nick Koesters.
- Johnny Boy (8 episodi, 2007), interpretato da	Patrick Jordan.
- Tony (7 episodi, 2007), interpretato da	Dana Ashbrook.
- Abrami (7 episodi, 2007), interpretato da	Michael McGlone.
- Derzius (7 episodi, 2007), interpretato da	Joshua Elijah Reese.
- ufficiale Laird (7 episodi, 2007), interpretato da	Robert Stull.
- Big Stan (6 episodi, 2007), interpretato da	Jeff Hochendoner.
- Teddy Sabian (5 episodi, 2007), interpretato da	Peter Appel.
- Robby Sabian (5 episodi, 2007), interpretato da	Ethan Rosenfeld.
- Renee (5 episodi, 2007), interpretata da	Stefanie E. Frame.
- Mary Kim (4 episodi, 2007), interpretata da	Kate Rogal.
- Cass (4 episodi, 2007), interpretato da	Brandi Engel.
- Karen (4 episodi, 2007), interpretata da	Karen Baum.
- Augie (4 episodi, 2007), interpretato da	Brandon Stacy Williams.
- Jim (4 episodi, 2007), interpretato da	John Gavigan.

## Produzione
La serie fu prodotta da Lions Gate Television e Mandeville Films e girata a Pittsburgh (a Market Square e in un magazzino di Lawrenceville)  in Pennsylvania. Le musiche furono composte da Justin Caine Burnett.

### Registi
Tra i registi della serie sono accreditati:
- Steve Shill (8 episodi, 2007)
- Josh Trank (5 episodi)

## Distribuzione
La serie fu trasmessa negli Stati Uniti nel 2007 sulla rete televisiva Spike TV. In Italia è stata trasmessa dal 5 al 26 novembre 2008 su Fox con il titolo The Kill Point.
Alcune delle uscite internazionali sono state:
- negli Stati Uniti il 22 luglio 2007 (The Kill Point)
- in Ungheria (Kutyaszorítóban)
- in Francia (The Kill Point: dans la ligne de mire)
- in Italia (The Kill Point)

## Episodi
| Stagione       | Episodi | Prima TV USA |
| -------------- | ------- | ------------ |
| Prima stagione | 8       | 2007         |